# Шварцадлер

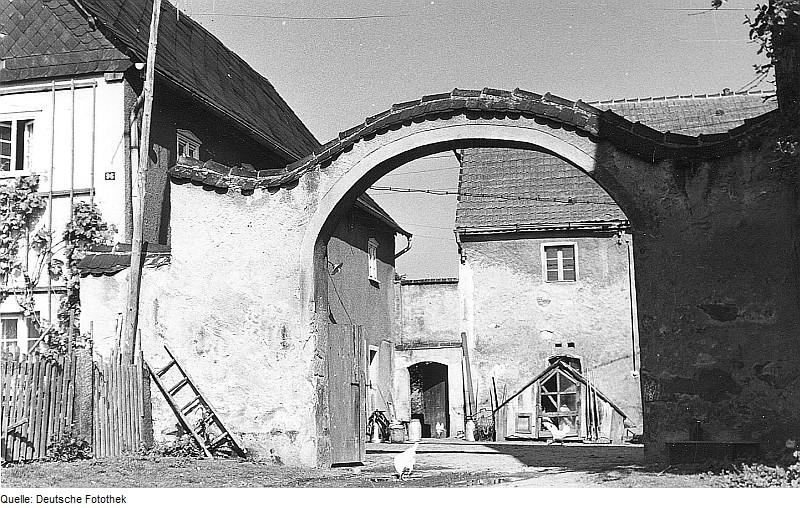
Крестьянский дом. Памятник истории и культуры земли Саксония, фото 1970 года

Шва́рцадлер или Чо́рны-Го́длер (нем. Schwarzadler; в.-луж. Čorny Hodler) — деревня в Верхней Лужице, Германия. Входит в состав коммуны Радибор района Баутцен в земле Саксония. Подчиняется административному округу Дрезден.

## География
Находится около федеральной автомобильной дороге Бундесштрассе 96. Соседние населённые пункты: на севере – деревня Хасов, на северо-востоке – административный центр общины Радибор, на юго-востоке – деревня Хельно и на юго-западе – деревня Милкецы.

## История
В настоящее время деревня входит в состав культурно-территориальной автономии «Лужицкая поселенческая область», на территории которой действуют законодательные акты земель Саксонии и Бранденбурга, содействующие сохранению лужицких языков и культуры лужичан .
Официальным языком в населённом пункте, помимо немецкого, является также верхнелужицкий язык.

## Достопримечательности
Памятники культуры и истории земли Саксония
- Жилой дом с неповреждённым двором, мощением, аркой и две боковые постройки, д. 9, первая половина XIX века (№ 09253180)